# NGC 2035
NGC 2035 je emisijska maglica u zviježđu Zlatnoj ribi. 

## Vanjske poveznice
- SEDS: NGC 2035